# Amata derivata
Amata derivata är en fjärilsart som beskrevs av Walker 1862. Amata derivata ingår i släktet Amata och familjen björnspinnare. Inga underarter finns listade i Catalogue of Life.